# Karl Alfred von Zittel

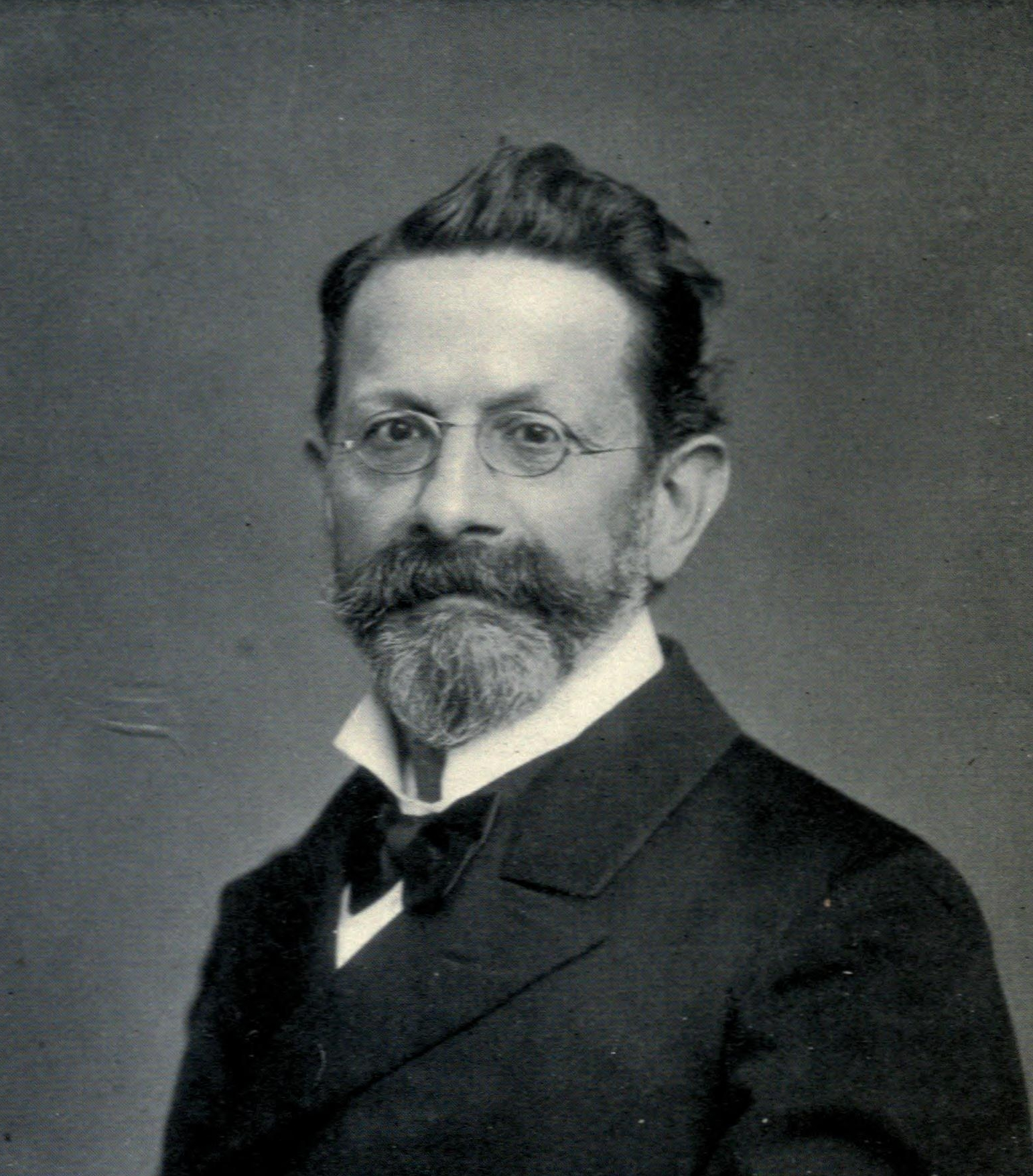
Karl Alfred von Zittel

Karl Alfred von Zittel (Baulinger, 25 de setembre de 1839 - Múnic, 5 de gener de 1904) va ser un geòleg, naturalista, paleobotànic i paleontòleg alemany.

## Biografia
És educat a Heidelberg, París, i Viena. Des de 1861 va treballar a l'"Institut Imperial de Geologia de Viena", sent auxiliar del "Museu de Mineralogia de Viena" i de París.
L'any 1849 va ser nomenat President de l'Acadèmia Bavaresa de les Ciències de Múnic. Sota la seva adreça les col·leccions de minerals i fòssils de Baviera es van convertir en una de les més importants de tot Europa.
L'any 1863 és docent de Geologia i de Mineralogia en el Politècnic de Karlsruhe, i tres anys més tard succeeix a Oppel com a Professor de Paleontologia a la Universitat de Múnic, estant al seu càrrec la Col·lecció Estatal de fòssils, i va realitzar expedicions al desert de Líbia, entre elles en 1873 a 1874 acompanyant l'expedició de Friedrich Rohlf, publicant-ne els seus primers resultats a Über den geologischen Bau der libyschen Wuste (1880), i amb més detalls a Palaeontographica (1883).
L'any 1876 va començar a publicar la seva obra més gran, Handbuch der Palaeontologie, que es completa el 1893 en cinc volums. En el cinquè, sobre Paleobotánica, el prepara amb W.P. Schimper i A.Schenk.
Va designar el grup de mol·luscs conegut com a Ammonites (1884).

## Algunes obres
- Über Wissenschaftliche Wahrheit. Múnich: Verl. d. K. B. Akad., 1902
- Ziele und Aufgaben der Akademien im zwanzigsten Jahrhundert (Objectius i funcions de les acadèmies al segle XX). Múnich: Verl. d. k. b. Akad., 1900
- Rückblick auf die Gründung und die Entwickelung der K. Bayerischen Akademie der Wissenschaften im 19. Jahrhundert . Múnich: Verl. d. k. b. Akad., 1899
- Geschichte der Geologie und Paläontologie bis Ende des 19. Jahrhunderts (Historia de la geología y la paleontología a fines del Siglo 19). Múnich [u.a.]: Oldenbourg, 1899
- Grundzüge der Palaeontologie (Palaeozoologie) (Tractat de Paleontologia, Paleozoologia). Múnich [u.a.]: Oldenbourg, 1895
- Das Wunderland am Yellowstone (El país de les meravelles de Yellowstone). Berlín: Habel, 1885.
- Beiträge zur Geologie und Paläontologie der Libyschen Wüste und der angrenzenden Gebiete von Ägypten (Contribucions a la Geologia i Paleontologia del desert occidental i els voltants d'Egipte). Kassel: Fischer, 1883 - (Paläontographica)
- Ueber den geologischen Bau der libyschen Wüste (Sobre l'estructura geològica del desert de Líbia). Múnich: Verl. d. K. Akad., 1880
- Geologische Beobachtungen aus d. Central-Apenninen (Les observacions geològiques de d'Apenins Centrals). Múnich: Oldenbourg, 1879. (Geologisch-paläontologische Beiträge; vol. 2,2)
- Handbuch der Palaeontologie (Manual de Paleontologia). Unter Mitw. v. Wilhelm Philipp Schimper 1876
- Die Kreide . Berlín: Habel, 1876. (Sammlung gemeinverständlicher wissenschaftlicher Vorträge; 251 = Ser. 11)
- Über Coeloptychium (Acerca de Coeloptychium). Múnich: Verl. der k. Akad., 1876
- Briefe aus der libyschen Wüste (Cartes des del desert de Líbia). Múnich: Oldenbourg, 1875
- Die Gastropoden der Stramberger Schichten (Els gastròpodes de les capes Štramberk). Cassel: Fischer, 1873: Paläontographica; Suppl. [2],3)
- Aus der Urzeit (Des dels temps prehistòrics). Múnich : Oldenbourg, 1871
- Die Fauna der älteren cephalopodenführenden Tithonbildungen. Cassel: Fischer, 1870 ((Paläontographica; Suppl. [2,1/2])
- Estudis paleontològics sobre el límit de les capes de les formacions juràssiques. 1868-83

## Honors

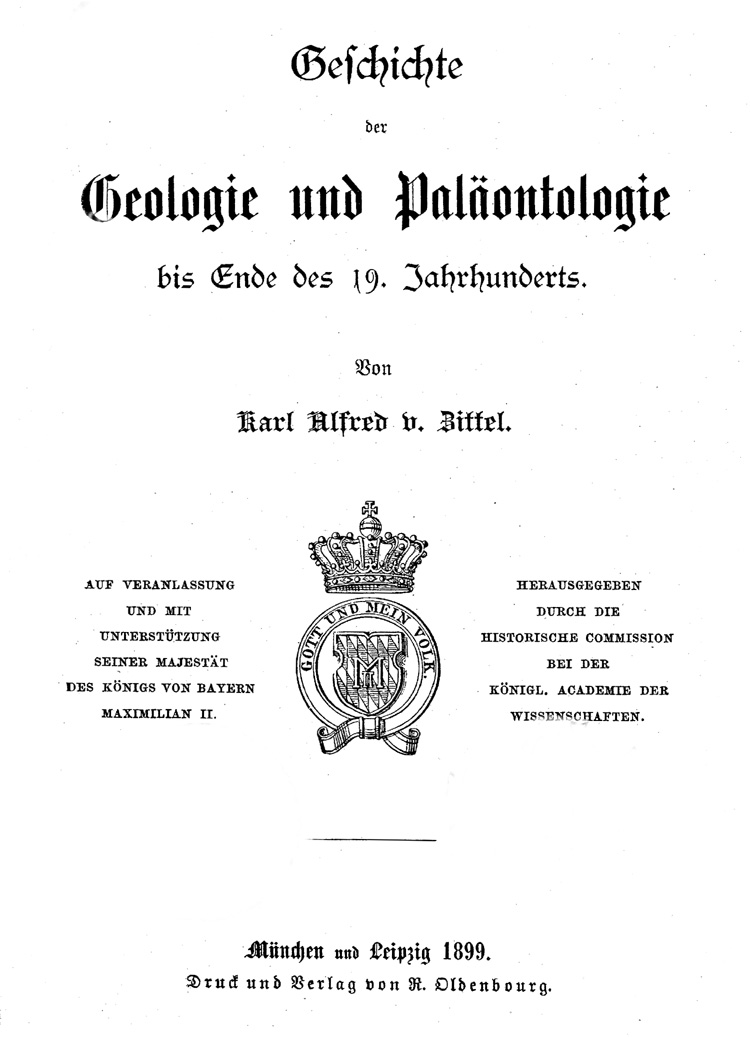
coberta de "Primera visió general alemanya de la Història de la Geologia (Ersten deutschen Gesamtdarstellung zur Geschichte der Geologie") 1899

- 1890 Conservador de la col·lecció geològica de Baviera
- 1894 conseller privat
- 1894 medalla Wollaston de la "Geological Society of London"
- 1899 president de la Bayerische Akademie der Wissenschaften.
- 1898 vicepresident de la Société Geologique de France
- Medalla de la Societat Paleontològica Karl Alfred von Zittel, guardonat per recol·lector i paleontòleg.

### Epònims
- (Poaceae) Aristida zittelii Asch.[1]
- (Poaceae) Stipagrostis zittelii (Asch.) De Winter[2]